# مرحبا دولة (مسلسل)
مرحبا دولة مسلسل كوميدي لبناني بقالب سياسي اجتماعي، من إنتاج شركة "شوت" (بالإنجليزية: Shoot Productions) وإخراج محمد دايخ. بُثت حلقاته الثمانية بجزءه الأول بداية عام 2024. وفي عام 2025 بُث الجزء الثاني.

## فريق العمل
1. حسين قاووق
2. محمد دايخ
3. حسين دايخ
4. شيرين الحاج
5. محمد عبدو
6. مهدي دايخ
7. ذو الفقار ياسين